# Satchelliella ussurica
Satchelliella ussurica és una espècie d'insecte dípter pertanyent a la família dels psicòdids que es troba a Àsia: el riu Bolshaya Ussurka al krai de Primórie (l'Extrem Orient Rus).